# 26식 호위함
26식 호위함은 영국이 건조한 호위함이다.

## 제원
- 이름 : 26식 호위함
- 직경 : 148m
- 만재배수량 : 8,000톤
- 추진체계 : CODLOG
- Rolls-Royce MT30 gas turbine  Four MTU diesel generators  Two electric motors
- 항속거리 : 7,000 nautical miles (13,000 km)
- 승조원 : 118명
- 대공 레이다 : 997식 아티산 레이다
- 무장 : 수직발사대(Sea Ceptor) 48셀 : CAMM 미사일 (사정거리 1–25+ km)  수직발사대(Mk.41) 24셀 : Tomahawk, ASROC and LRASM  2 × miniguns  2 × Phalanx CIWS  BAE 5 inch 62-calibre Mk 45 naval gun  2 × 30 mm DS30M Mk2 guns
- 대잠헬기 : 와일드캣

## 같이 보기
- 30FFM
- 아키텐급 호위함
- KDDX
- 052C형 구축함
- 영국 왕립해군
- 데어링급 구축함 (Type 45)